# Malaysische Badmintonmeisterschaft 2016
Die Malaysische Badmintonmeisterschaft 2016 fand bereits vom 17. bis zum 20. Dezember 2015 in Bukit Kiara als Maybank Malaysia Grand Prix Finals statt. 

## Sieger und Platzierte
| Disziplin    | Gold                                  | Silber                     | Bronze                                    |
| ------------ | ------------------------------------- | -------------------------- | ----------------------------------------- |
| Herreneinzel | Iskandar Zulkarnain Zainuddin         | Chong Yee Han              | Goh Soon Huat                             |
| Herreneinzel | Iskandar Zulkarnain Zainuddin         | Chong Yee Han              | Arif Abdul Latif                          |
| Dameneinzel  | Tee Jing Yi                           | Goh Jin Wei                | Lee Zii Yii                               |
| Dameneinzel  | Tee Jing Yi                           | Goh Jin Wei                | Lee Ying Ying                             |
| Herrendoppel | Arif Abdul Latif Nur Mohd Azriyn Ayub | Tan Wee Gieen Teo Ee Yi    | Mohd Lutfi Zaim Abdul Khalid Wong Fai Yin |
| Herrendoppel | Arif Abdul Latif Nur Mohd Azriyn Ayub | Tan Wee Gieen Teo Ee Yi    | Low Juan Shen Ong Yew Sin                 |
| Damendoppel  | Chin Kah Mun Chow Mei Kuan            | Joyce Choong Yap Cheng Wen | Lim Chiew Sien Yang Li Lian               |
| Damendoppel  | Chin Kah Mun Chow Mei Kuan            | Joyce Choong Yap Cheng Wen | Cheah Yee See Peck Yen Wei                |
| Mixed        | Tan Aik Quan Lai Pei Jing             | Ong Yew Sin Lee Meng Yean  | Tan Chee Tean Shevon Jemie Lai            |
| Mixed        | Tan Aik Quan Lai Pei Jing             | Ong Yew Sin Lee Meng Yean  | Wong Fai Yin Chow Mei Kuan                |